# Temple protestant de Nancy
Pour les articles homonymes, voir Abbaye Saint-Joseph.
Le temple protestant de Nancy ou temple Saint-Jean est un lieu de culte protestant réformé située place André-Maginot à Nancy. La paroisse est membre de l'Église protestante unie de France. L'édifice est une ancienne église catholique, construite en 1759 pour l'abbaye Saint-Joseph de l'ordre des chanoines réguliers de Prémontré. Désaffectée à la Révolution française, l'abbatiale est affectée au culte protestant en 1807.

## Historique

### Ordre des Prémontrés
Les Prémontrés fondèrent un hospice à Nancy en 1635, avec à sa tête un prieur. Au début du XVIIIe siècle, ils décidèrent de la construction d'une église neuve et firent appel à l'architecte italien Giovanni Betto, actif en Lorraine, pour dresser les plans de l'église ; mais la construction commencée en 1713 fut longue, et ne s'acheva qu'en 1759 sous la direction de Claude Mique puis de son fils Louis Joseph.
Dom Charles-Hyacinthe Hugo, le célèbre historiographe de son ordre ainsi que du Duc Léopold Ier de Lorraine, en fut prieur de 1700 à 1713.

### Affectation au culte protestant

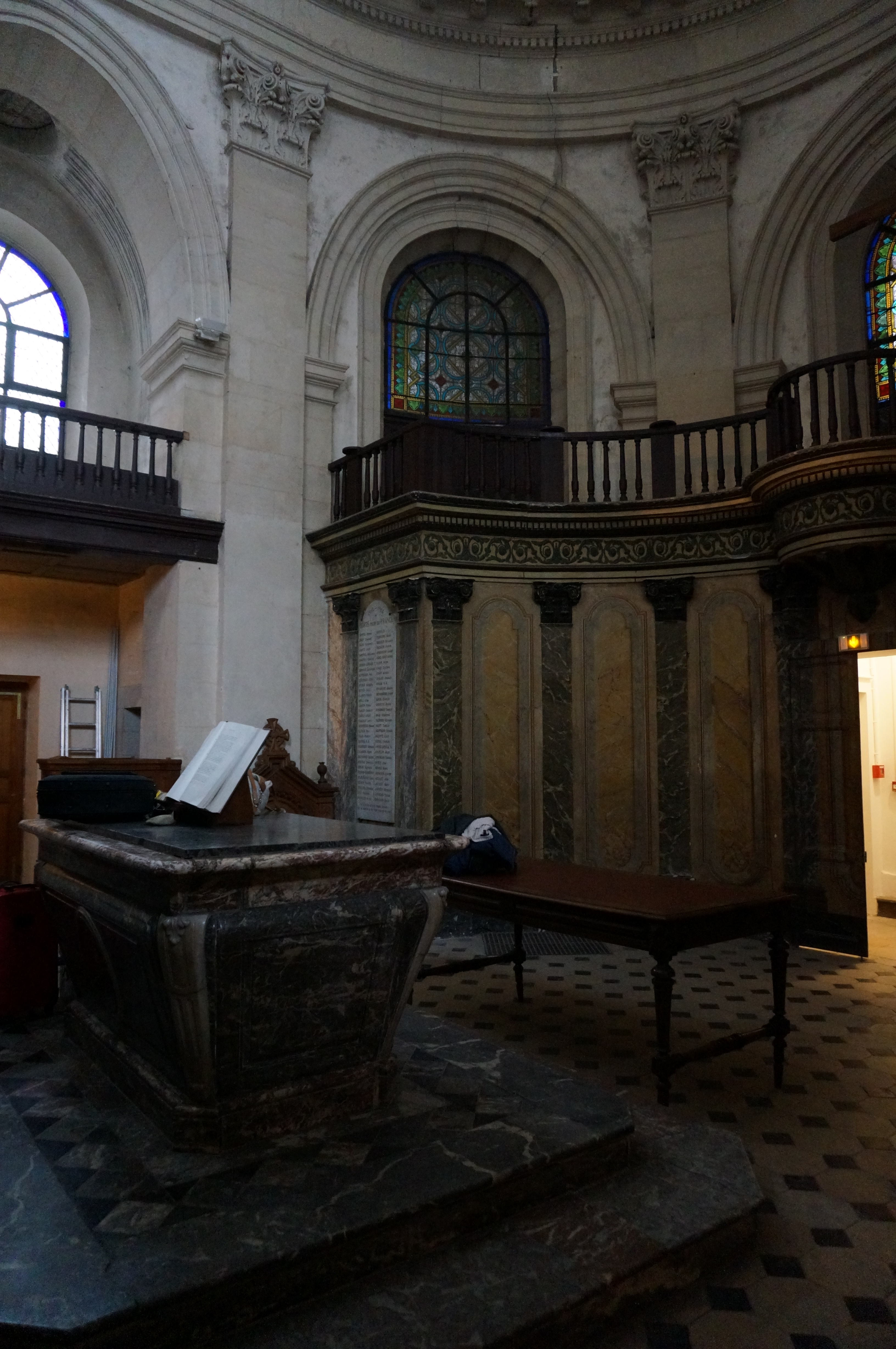
L'autel.

La communauté ayant été supprimée à la Révolution, l'église fut affectée au culte protestant à partir de 1807, connue depuis sous le nom de temple Saint-Jean, souvenir de l'ancienne porte Saint-Jean. À la suite de cette affectation, des modifications furent apportés par la création d'une galerie, visible sur l'image, un nouvel autel. Derrière le temple, un presbytère fut construit par l'architecte Jean Ferdinand Corrard des Essarts en 1886. Le temple fait l’objet d’un classement au titre des monuments historiques depuis le 28 août 1919.
Libération de Nancy
Le 15 septembre 1944, lors de la Libération de Nancy, des soldats allemands n'ayant pas réussi à évacuer la ville avant l'arrivée des Américains s'y étaient retranchés. Ils en furent délogés par un groupe de FFI nancéiens commandés par Allain Floc'h. 

### Campagne de travaux 2013

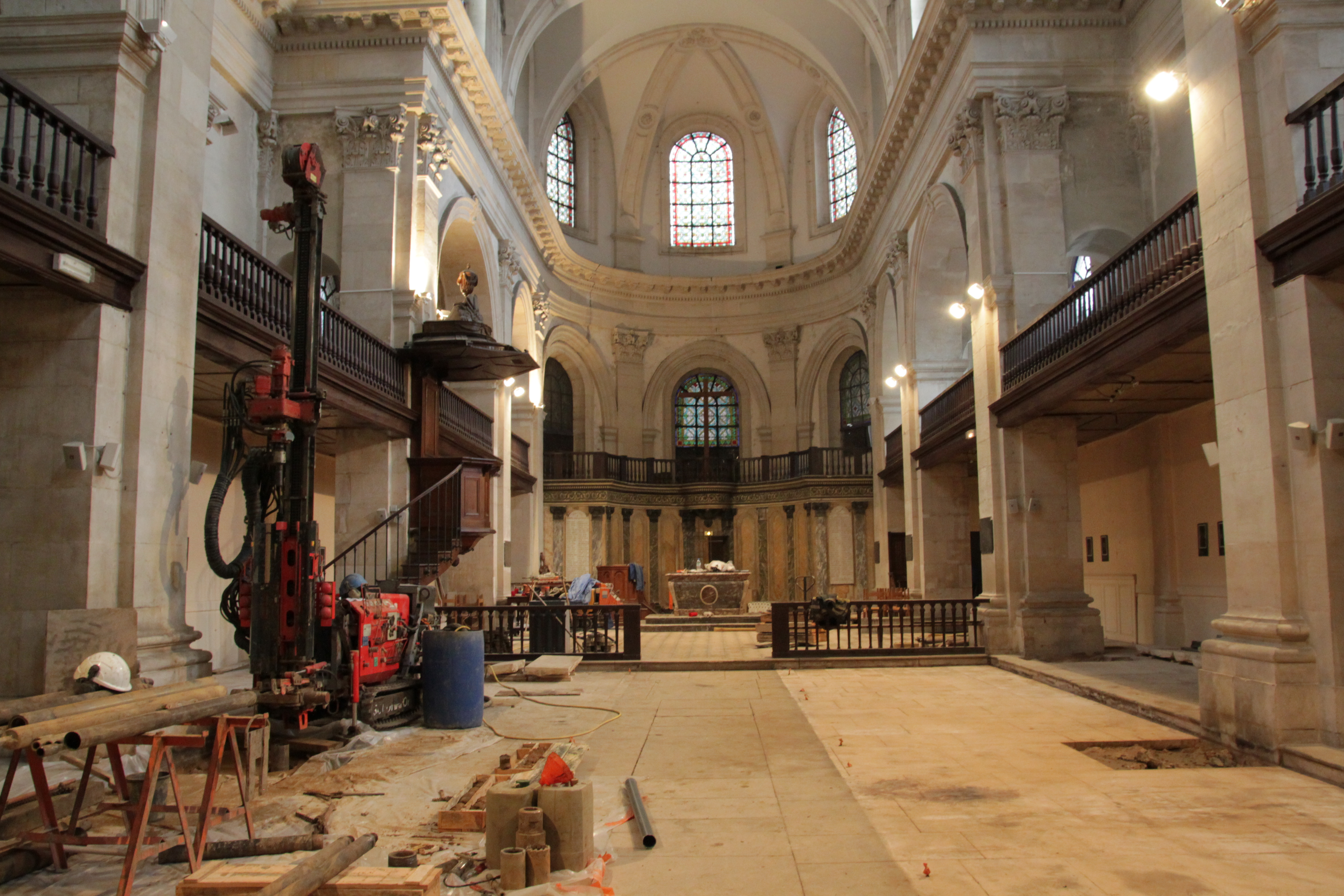
Temple protestant de Nancy, étude de sol.

En avril 2013, la communauté protestante découvre des débris d'enduits dans la nef, tombés de la coupole. La Ville de Nancy, propriétaire du lieu, décide la fermeture provisoire du temple pour étudier les désordres constatés. En concertation avec l'Église protestante unie de Nancy, la Ville de Nancy lance un premier chantier pour conforter la plafond de la nef.

## Orgue
L'orgue est l’œuvre de Joseph Cuvillier, et fut construit en 1856.

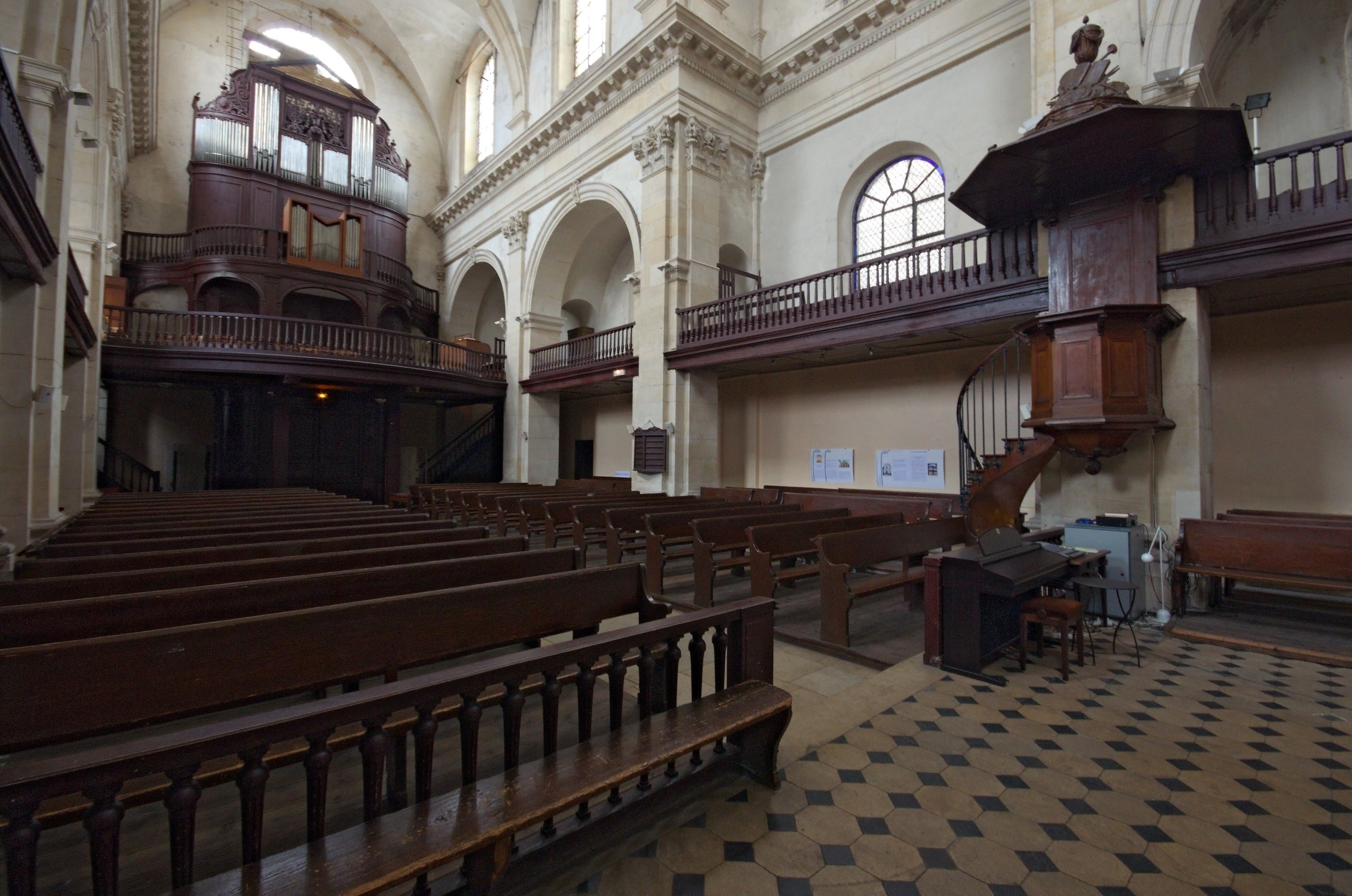
Le porche et les orgues.